# Черевићки поток
Черевићки поток је водени ток на Фрушкој гори, десна је притока Дунава, дужине је 9,5km и површине слива 12,1km².
Извире испод Црвеног чота (538 м.н.в.) као повремени ток, а кад прими Добри поток и неколико периодичних токова који дренирају северне падине Фрушке горе, постаје стални ток. Тече ка северозападу и улива се у Дунав код насеља Черевић, на 77 м.н.в. Амплитуде протицаја крећу се од 1,5 л/с до 9 m³/с.